# ممر الجدي
ممر الجدي هو ممر استراتيجي هام يقع في شبه جزيرة سيناء ، يصل طوله الي 29 كم تقريبا ، ويعمل مع ممر متلا كوسيلة للربط بين قناة السويس وسيناء عبر سلاسل الجبال الموجودة بالمنطقة .